# Praktlarvmördare
Praktlarvmördare (Calosoma sycophanta) är en skalbagge i familjen jordlöpare (Carabidae).  

## Kännetecken
Denna skalbagge är metallglänsande i gröna och kopparfärgade nyanser. Den är 25-30 mm lång.

## Utbredning
Praktlarvmördare finns i större delen av Europa. I Sverige är den endast tillfälligt funnen och kan förmodligen inte övervintra.

## Levnadssätt
Både den vuxna skalbaggen och larven lever i lövträd där de äter fjärilslarver exempelvis larver av lövskogsnunna och andra spinnare. Larven lever bara några veckar innan den förpuppar sig. Den vuxna skalbaggen har en livstid på 2-4 år och hinner då sätta i sig cirka 400 larver.